# Auchy-les-Mines
 Auchy-les-Mines  es una población y comuna francesa, situada en la región de Norte-Paso de Calais, departamento de Paso de Calais, en el distrito de Béthune y cantón de Cambrin.

## Demografía
| 3827 | 3989 | 3785 | 3664 | 4076 | 4459 |
| Para los censos de 1962 a 1999 la población legal corresponde a la población sin duplicidades (Fuente: INSEE [Consultar]) |      |      |      |      |      |